# Komisja Sportu (Senat)
Komisja Edukacji wchodzi w skład stałych komisji senackich. Utworzona została na początku XI kadencji, obok Komisji Edukacji i Komisji Nauki – w miejsce dawnej Komisji Nauki, Edukacji i Sportu. Przedmiotem działania komisji jest sport i kultura fizyczna.

## Prezydium komisji wSenacie XI kadencji
- Wiktor Durlak (PiS) – przewodniczący,
- Artur Dunin (KO) – zastępca przewodniczącego,
- Janusz Gromek (KO) – zastępca przewodniczącego.